# Fowlerville (Michigan)
Fowlerville – wieś w Stanach Zjednoczonych, w stanie Michigan, w hrabstwie Livingston.